# Linux Mint
Linux Mint (zapis stylizowany: linuxmint) (wym. [ˈmɪnt]) – dystrybucja systemu GNU/Linux oparta na Ubuntu oraz Debianie, skierowana do początkujących użytkowników. Dystrybucja kładzie nacisk na prostotę użytkowania, przydatne aplikacje i pełne ich wsparcie zaraz po instalacji. Twórcy zadbali o dodanie wielu graficznych nakładek. Na standardowej płycie instalacyjnej znajduje się większość popularnego własnościowego oprogramowania – Java oraz duży zbiór kodeków audio i wideo pozwalających odtworzyć wszystkie popularne pliki muzyczne i filmowe, nawet korzystając z wersji Live CD (w Ubuntu takie oprogramowanie trzeba zainstalować samodzielnie).
Pomimo faktu, iż dystrybucja jest oparta głównie na Ubuntu, twórcy Minta odcinają się od jego ideologii. Krytykują Ubuntu przede wszystkim za konserwatywne, według nich, trzymanie się idei wolnego oprogramowania, przez co większość popularnych formatów audio mp3, wideo oraz zamkniętych technologii jest w Ubuntu domyślnie niedostępnych.
Mint jako dystrybucja oparta również na Debianie jest bardzo solidna i daje użytkownikom dostęp do dużego zbioru pakietów oprogramowania. Aktualnie repozytorium Minta zawiera ponad 100 tys. pakietów. Choć Mint bazuje również na kodzie i repozytorium Ubuntu, idzie swoją własną drogą rozwoju.

## Wersje systemu
Istnieje kilka wersji tego systemu, które są wydawane w różnych cyklach wydawniczych:
- Main Edition[3] – jest to standardowa, oficjalna edycja Minta. Można ją uruchomić w trybie Live. Domyślne środowisko to Cinnamon (wcześniej GNOME), ale są też wersje zaopatrzone w Xfce lub MATE. Wersja Main wydawana jest na płyty DVD (ok. 4 GiB). Posiada pełne wsparcie multimediów oraz oprogramowanie o zamkniętym (m.in. chronionym patentami) kodzie (np. realplayer). Rozpowszechnianie tej wersji w krajach, gdzie to domyślnie instalowane oprogramowanie jest chronione patentami, może napotkać problemy. Wersja DVD zawiera dodatkowe oprogramowanie, takie jak Java, VLC media player, F-Spot, LibreOffice, Samba, tapety i dodatkowe czcionki ttf-dejavu.
- No codecs edition (dawne Universal Edition) – Wersja różniąca się od Main brakiem elementów dostępnych na niewolnej licencji, co za tym idzie może być ona dowolnie dystrybuowana w krajach, w których oprogramowanie zawarte w Main jest chronione patentami. (np. Stany Zjednoczone, Japonia)
- OEM – wersja przeznaczona dla producentów, którzy zaopatrują komputery w preinstalowany system Linux Mint.
- Linux Mint Debian Edition (LMDE) – nowa wersja Minta oparta całkowicie na Debianie i jego repozytorium. Według informacji twórców, ma dziedziczyć po Debianie takie cechy jak stabilność, szybkość i responsywność. Ponadto nie wymusza na użytkowniku instalowania nowszych wersji ani nawet upgrade’ów, wystarczy aktualizacja pakietów.
- Linux Mint Xfce – wersja z lekkim środowiskiem graficznym Xfce.
- Linux Mint MATE – wersja ze środowiskiem graficznym MATE.

Wszystkie wersje są dostępne na architekturę AMD64.

## Środowisko graficzne
Domyślnym środowiskiem graficznym Minta w wersji Main jest Cinnamon (wcześniej GNOME), ale są też wersje oparte na środowiskach MATE i Xfce.
|                                  | Cinnamon     | Cinnamon     | MATE         | MATE         | KDE          | KDE          | Xfce         | Xfce         | GNOME        | GNOME        | LXDE         | LXDE   | Fluxbox      | Fluxbox |
| 32-bit                           | 64-bit       | 32-bit       | 64-bit       | 32-bit       | 64-bit       | 32-bit       | 64-bit       | 32-bit       | 64-bit       | 32-bit       | 64-bit       | 32-bit | 64-bit       |         |
| -------------------------------- | ------------ | ------------ | ------------ | ------------ | ------------ | ------------ | ------------ | ------------ | ------------ | ------------ | ------------ | ------ | ------------ | ------- |
| Linux Mint 17.1 LTS (Rebecca)    |              |              |              |              |              |              |              |              | Inne wydanie | Inne wydanie | Inne wydanie |        | Inne wydanie |         |
| Linux Mint Debian Edition (LMDE) |              |              |              |              |              |              | Inne wydanie | Inne wydanie | Inne wydanie | Inne wydanie |              |        |              |         |
| Windows Installer                | Inne wydanie | Inne wydanie | Inne wydanie | Inne wydanie | Inne wydanie | Inne wydanie | Inne wydanie | Inne wydanie |              |              |              |        |              |         |

## Cykl wydawniczy i numeracja
Do wersji 4.0 nowe wydania ukazywały się co dwa miesiące, jednak po wydaniu 4.0 wydłużono cykl wydawniczy. Linux Mint jest wydawany podobnie, jak Ubuntu – co sześć miesięcy, z tą różnicą, że miesiąc po dystrybucji-matce (maj-listopad). W Mincie nie wychodzą co miesiąc kolejne wersje testowe alpha/beta, które są jeszcze niestabilne. Każda wersja Minta nosi swoją nazwę kodową. Są to imiona żeńskie, idące w kolejności alfabetycznej (Barbara, Celena, Daryna, Elissa, Felicia, Gloria, Helena, Isadora, Julia, Katya, Lisa itd.). Każda nowa wersja Minta zawsze jest oparta na najnowszym Ubuntu (wydanie LTS). Twórcy Linux Mint już jakiś czas temu zapowiedzieli przejście w przyszłości na repozytorium Debian testing. Od 17 wersji Minta zmieniono cykl wydawniczy który teraz będzie opierał się na wersji Ubuntu LTS, które jest wydawane co 2 lata.

## Cechy dystrybucji
Twórcy Linux Mint skupiają się na użyteczności dystrybucji na komputerze domowym oraz przyjaznym stosunku do użytkowników początkujących. Dlatego właśnie większość popularnych technologii, pomimo zamkniętego kodu i restrykcji związanych z prawem patentowym, działa po instalacji out-of-the-box. W wersji 8.1 o nazwie „Isadora” przywrócono na płycie specjalny program mint4win, pozwalający na zainstalowanie w pełni funkcjonalnego systemu z poziomu Windows tak, jakby instalowało się zwykłą aplikację. Podobny program posiada Ubuntu (WUBI) oraz Debian. Do szybkiej aktualizacji systemu oraz instalowania nowego oprogramowania Linux Mint wykorzystuje znany z Debiana system zarządzania pakietami APT.

## Niektóre aplikacje charakterystyczne dla Linux Mint

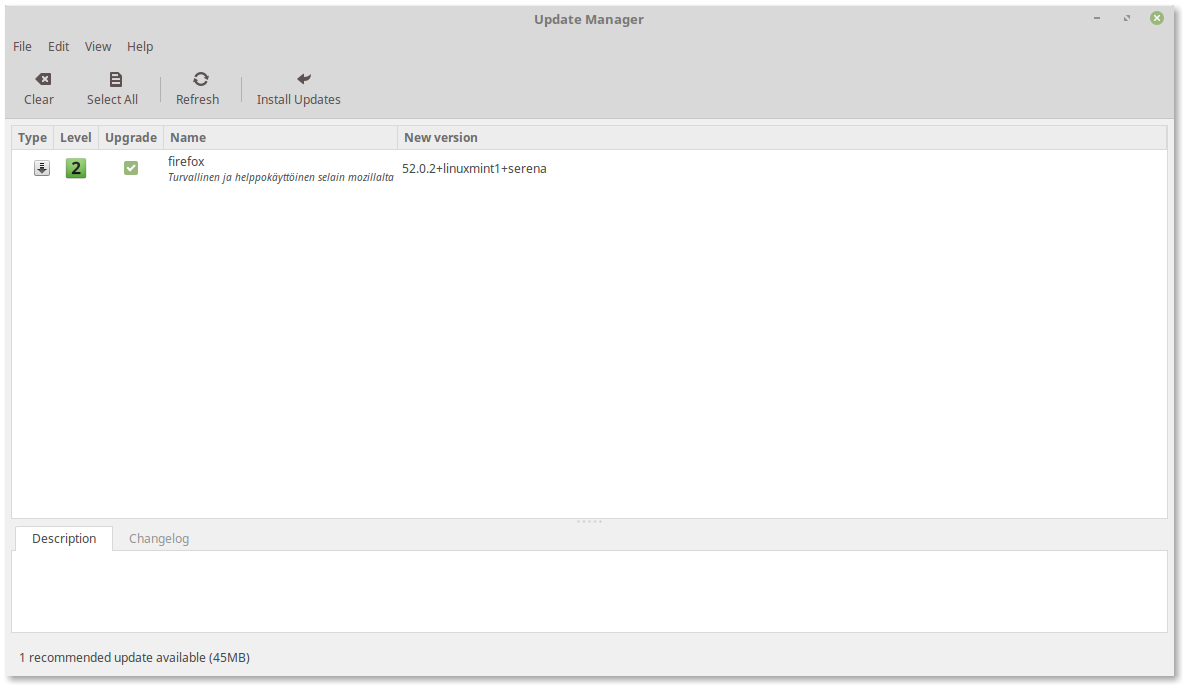
Menedżer aktualizacji Mintupdate

Mint nie jest forkiem Ubuntu. Różni się kilkoma niestandardowymi rozwiązaniami:
- mintMenu – rozbudowane menu dla środowiska graficznego GNOME, przypomina w wyglądzie i funkcjonowaniu menu z Windows Vista, Pozwala w pełni dostosować tekst, ikony i kolor menu.
- mintDesktop – narzędzie służące do konfiguracji środowiska GNOME. Pozwala m.in. na zmianę ikon wyświetlanych na pulpicie czy efektów graficznych.
- mintWifi – narzędzie umożliwiające łatwą instalację sterowników i konfigurację bezprzewodowych kart sieciowych Wi-Fi
- mintBackup – narzędzie pozwalające na tworzenie kopii zapasowych plików użytkownika
- mintInstall – menedżer oprogramowania, pozwalający na instalację programów z repozytorium systemowego, aplikacja zawiera ranking z ocenami programu oraz recenzje dodawane przez użytkowników
- mintUpdate – aplikacja służąca to aktualizacji systemu operacyjnego, zawiera klasyfikację ważności aktualizacji
- mintUpload – narzędzie pozwalające na wysyłanie plików na serwery za pomocą protokołu FTP (+HTP)[potrzebny przypis].

## Wymagania sprzętowe
Wymagania systemowe dla instalacji Linux Mint 21.3:
- procesor klasy x64 ze wsparciem dla PAE
- 2 GB pamięci RAM (zalecane 4 GB)
- 20 GB przestrzeni dyskowej (zalecane 100 GB)
- Monitor z rozdzielczością 1024×768
- port USB lub napęd DVD

## Wydania[6]
| Wersja   | Nazwa kodowa | Data wydania         | Status wsparcia                                                                |
| -------- | ------------ | -------------------- | ------------------------------------------------------------------------------ |
| 1.0 beta | Ada          | 27 sierpnia 2006     | Zakończono w kwietniu 2008                                                     |
| 2.0      | Barbara      | 13 listopada 2006    | Zakończono w kwietniu 2008                                                     |
| 2.1      | Bae          | 20 grudnia 2006      | Zakończono w kwietniu 2008                                                     |
| 2.2      | Bianca       | 20 lutego 2007       | Zakończono w kwietniu 2008                                                     |
| 3.0      | Cassandra    | 30 maja 2007         | Zakończono w październiku 2008                                                 |
| 3.1      | Celena       | 24 września 2007     | Zakończono w październiku 2008                                                 |
| 4.0      | Daryna       | 15 października 2007 | Zakończono w kwietniu 2009                                                     |
| 5 LTS    | Elyssa       | 8 czerwca 2008       | Wydanie z wydłużonym okresem wsparcia (LTS), Zakończono w kwietniu 2011        |
| 6        | Felicia      | 15 grudnia 2008      | Zakończono w kwietniu 2010                                                     |
| 7        | Gloria       | 26 maja 2009         | Zakończono w październiku 2010                                                 |
| 8        | Helena       | 28 listopada 2009    | Zakończono w kwietniu 2011                                                     |
| 9 LTS    | Isadora      | 18 maja 2010         | Wydanie z wydłużonym okresem wsparcia (LTS), Zakończono w kwietniu 2013        |
| 10       | Julia        | 12 listopada 2010    | Zakończono w kwietniu 2012                                                     |
| 11       | Katya        | 27 maja 2011         | Zakończono w październiku 2012                                                 |
| 12       | Lisa         | 26 listopada 2011    | Zakończono w kwietniu 2013                                                     |
| 13 LTS   | Maya         | 23 maja 2012         | Wydanie z wydłużonym okresem wsparcia (LTS), Zakończono w kwietniu 2017        |
| 14       | Nadia        | 20 listopada 2012    | Zakończono w kwietniu 2014                                                     |
| 15       | Olivia       | 29 maja 2013         | Zakończono w styczniu 2014                                                     |
| 16       | Petra        | 22 grudnia 2013      | Zakończono w lipcu 2014                                                        |
| 17 LTS   | Qiana        | 26 czerwca 2014      | Wydanie z wydłużonym okresem wsparcia (LTS), Zakończono w kwietniu 2019.       |
| 17.1 LTS | Rebecca      | 11 stycznia 2015     | Wydanie z wydłużonym okresem wsparcia (LTS), Zakończono w kwietniu 2019.       |
| 17.2 LTS | Rafaela      | 30 czerwca 2015      | Wydanie z wydłużonym okresem wsparcia (LTS), Zakończono w kwietniu 2019.       |
| 17.3 LTS | Rosa         | 4 grudnia 2015       | Wydanie z wydłużonym okresem wsparcia (LTS), zakończono w 2019.                |
| 18 LTS   | Sarah        | 30 czerwca 2016      | Wydanie z wydłużonym okresem wsparcia (LTS), zakończono w kwietniu 2021 roku.  |
| 18.1 LTS | Serena       | 16 grudnia 2016      | Wydanie z wydłużonym okresem wsparcia (LTS), zakończono w kwietniu 2021 roku.  |
| 18.2 LTS | Sonya        | 2 lipca 2017         | Wydanie z wydłużonym okresem wsparcia (LTS), zakończono w kwietniu 2021 roku.  |
| 18.3 LTS | Sylvia       | 27 listopada 2017    | Wydanie z wydłużonym okresem wsparcia (LTS), zakończono w kwietniu 2021 roku.. |
| 19 LTS   | Tara         | 29 czerwca 2018      | Wydanie z wydłużonym okresem wsparcia (LTS), zakończono w kwietniu 2023 roku.  |
| 19.1 LTS | Tessa        | 19 grudnia 2018      | Wydanie z wydłużonym okresem wsparcia (LTS), zakończono w kwietniu 2023 roku.  |
| 19.2 LTS | Tina         | 2 sierpnia 2019      | Wydanie z wydłużonym okresem wsparcia (LTS), zakończono w kwietniu 2023 roku.  |
| 19.3 LTS | Tricia       | 18 grudnia 2019      | Wydanie z wydłużonym okresem wsparcia (LTS), zakończono w kwietniu 2023 roku.  |
| 20 LTS   | Ulyana       | 27 czerwca 2020      | Wydanie z wydłużonym okresem wsparcia (LTS), wsparcie do 2025 roku.            |
| 20.1 LTS | Ulyssa       | 8 stycznia 2021      | Wydanie z wydłużonym okresem wsparcia (LTS), wsparcie do 2025 roku.            |
| 20.2 LTS | Uma          | 8 lipca 2021         | Wydanie z wydłużonym okresem wsparcia (LTS), wsparcie do 2025 roku.            |
| 20.3 LTS | Una          | 7 stycznia 2022      | Wydanie z wydłużonym okresem wsparcia (LTS), wsparcie do 2025 roku.            |
| 21 LTS   | Vanessa      | 31 lipca 2022        | Wydanie z wydłużonym okresem wsparcia (LTS), wsparcie do 2027 roku.            |
| 21.1 LTS | Vera         | 20 grudnia 2022      | Wydanie z wydłużonym okresem wsparcia (LTS), wsparcie do 2027 roku.            |
| 21.2 LTS | Victoria     | 16 lipca 2023        | Wydanie z wydłużonym okresem wsparcia (LTS), wsparcie do 2027 roku.            |
| 21.3 LTS | Virginia     | 10 stycznia 2024     | Wydanie z wydłużonym okresem wsparcia (LTS), wsparcie do 2027 roku.            |
| 22 LTS   | Wilma        | 25 lipca 2024        | Wydanie z wydłużonym okresem wsparcia (LTS), wsparcie do 2029 roku.            |
| 22.1 LTS | Xia          | 16 stycznia 2025     | Wydanie z wydłużonym okresem wsparcia (LTS), wsparcie do 2029 roku.            |

Legenda:
| Stara wersja | Stara wersja; nadal wspierana | Najnowsza wersja | Przyszłe wydanie |